# Culatello di Zibello
Il Culatello di Zibello è un salume italiano a denominazione di origine protetta (DOP) (regolamento CE n°1263/96), tipico della provincia di Parma.
Ogni singola fase del processo di produzione è infatti regolata da precise normative che fanno riferimento a un rigido disciplinare.
Ottenuto dalla parte più pregiata della coscia suina e insaccato nella vescica del maiale, il Culatello di Zibello è il risultato di una lavorazione che valorizza le peculiarità climatiche della zona di origine. L’alternanza tra periodi umidi e nebbiosi, seguiti da stagioni calde e afose, contribuisce alla sua maturazione ottimale, conferendogli un sapore intenso e caratteristico.
Citato per la prima volta nel 1735, il Culatello di Zibello DOP è riconosciuto tra i salumi pregiati della norcineria italiana, tanto da essere soprannominato il Re dei salumi. Apprezzato per la sua qualità superiore, rientra tra i Presidi di Slow Food dell'Emilia-Romagna.

## Area geografica
Il culatello di Zibello è patrimonio della Bassa Parmense, una regione caratterizzata da un paesaggio unico, disteso lungo le rive del fiume Po. Questo territorio, spesso avvolto da una fitta nebbia, con inverni rigidi e umidi seguiti da estati torride e afose, gioca un ruolo fondamentale nel processo di stagionatura del culatello di Zibello, favorendo lo sviluppo delle sue caratteristiche organolettiche distintive.
La denominazione DOP garantisce che la produzione del culatello di Zibello avvenga esclusivamente nelle sette località della provincia di Parma autorizzate dal disciplinare: Busseto, Colorno, Polesine Zibello, Roccabianca, San Secondo, Sissa Trecasali e Soragna.

## Consorzio di tutela del culatello di Zibello
Il Consorzio di Tutela del Culatello di Zibello è l’ente che garantisce il rispetto della tradizione nella produzione del Culatello. Fondato l’8 gennaio 2009, il Consorzio riunisce i produttori di questo salume, assicurando la qualità e la provenienza secondo.
Coonta 21 aziende associate e ha ottenuto, nel giugno 2010, il riconoscimento ufficiale dal Ministero delle Politiche Agricole Alimentari e Forestali (MIPAAF).
A ulteriore tutela del consumatore, il Consorzio ha stabilito che ogni Culatello di Zibello DOP prodotto dalle aziende consorziate deve riportare il marchio consortile, garanzia di autenticità e qualità. Fin dal 1996, il Culatello di Zibello è riconosciuto DOP, un riconoscimento dell’Unione europea riservato ai prodotti le cui caratteristiche dipendono strettamente dal territorio di origine e dai metodi tradizionali di lavorazione.

## Lavorazione
La lavorazione del culatello segue un disciplinare rigoroso che il consorzio ha stabilito: la lavorazione può avvenire solo in una determinata zona ed esclusivamente nel periodo tra ottobre e febbraio, quando la Bassa è avvolta dalla nebbia e dal freddo. È in quel periodo che la parte di carne ricavata dalla coscia dei suini adulti, allevati secondo metodi tradizionali, viene decotennata, sgrassata, disossata, separata dal fiocchetto e rifilata a mano, così da conferirle la caratteristica forma "a pera".
A queste operazioni seguiranno poi, dopo circa una decina di giorni, la salatura e la cosiddetta investitura, cioè l'insaccamento del salume nella vescica del suino e la legatura con lo spago che, dopo la stagionatura, dovrà risultare a maglie larghe e irregolari. La stagionatura in cantina accompagna il culatello dalle nebbie invernali all'afa estiva, per arrivare sulle nostre tavole l'inverno successivo nel pieno delle sue più originali qualità di sapore.
Ogni fase della produzione è sottoposta a controlli severi per garantire la tracciabilità e il rispetto del disciplinare. Solo i Culatelli che soddisfano tutti i requisiti possono fregiarsi del marchio DOP e del sigillo identificativo, certificando l’eccellenza di questo salume.

## Caratteristiche nutrizionali
Il culatello di Zibello si distingue per il suo profilo nutrizionale equilibrato. Con un apporto calorico moderatodi circa 290 kcal per 100 grammi, questo salume fornisce un’elevata quantità di proteine ad alto valore biologico.
Rispetto ad altri salumi e insaccati, il culatello di Zibello  presenta un contenuto lipidico inferiore, con soli 19,8 grammi di grassi per 100 grammi.

## Galleria d'immagini

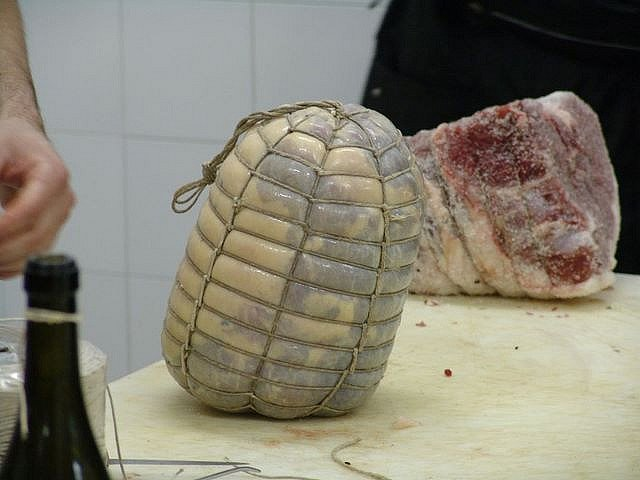
L'insaccamento del salume nella vescica del suino e la legatura.
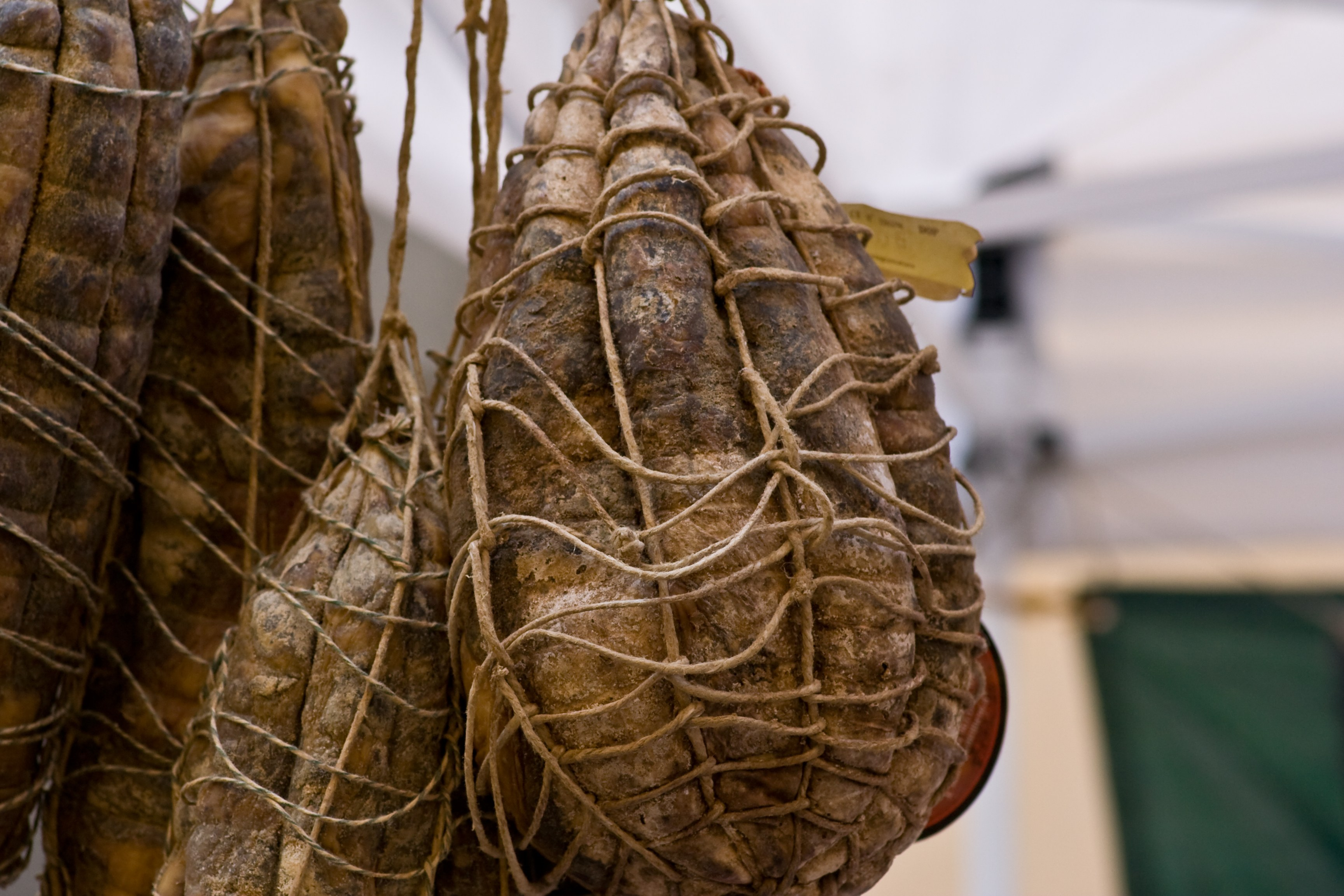
Culatello stagionato.
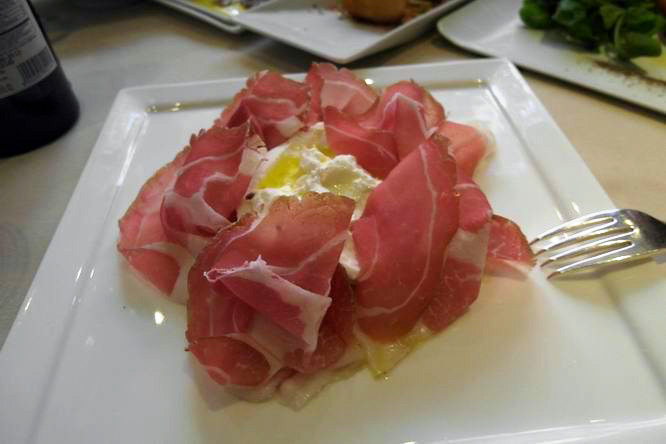
Con burrata.